# Minensuchboot 1915
Das Minensuchboot 1915 war eine Klasse von Minensuchbooten der deutschen Kaiserlichen Marine, welche im Ersten und Zweiten Weltkrieg durch verschiedene Marinen zum Einsatz kamen.

## Entwicklungsgeschichte und Bau
Siehe auch: Liste der Einheiten des Minensuchbootes 1915
Aufgrund der Erfahrungen in den Anfangsjahren des Ersten Weltkriegs, der eine Intensivierung des Minenkrieges mit sich gebracht hatte, ließ die deutsche Marineleitung einen Schiffstyp entwickeln, der speziell für die Minenabwehr geeignet war. Ein Kriterium dabei war eine kurze Bauzeit sowie die Hinzuziehung kleinerer, bisher im Kriegsschiffbau nicht beteiligter Werften.
Der als Minensuchboot 1915 bezeichnete Entwurf war der zweite Amtsentwurf der Kaiserlichen Marine nach dem von 1914. Es wurden in der Zeit von 1915 bis 1916 30 Boote geordert, welche wie üblich bei Einheiten dieser Größe mit Nummern (M 27 bis M 56) statt Namen versehen wurden. In der Zeit von 1916 bis 1919 wurden dann noch 119 Boote des Folgetyps Minensuchboot 1916 geordert.

## Verwendung
Die Boote dieses Typs wurden außer zur Minenräumung auch im Geleitdienst und zur U-Jagd recht erfolgreich eingesetzt.
Im Ersten Weltkrieg sanken die folgenden Boote: M27 und M55 (1916), M31, M47, M49 und M56 (1917), M36, M39, M40 und M41 (1918). Die verbleibenden Boote wurden bei Kriegsende meist verschrottet oder teilweise auch nach Argentinien (als M1 bis M4) verkauft.
Im Zweiten Weltkrieg setzte die Kriegsmarine ab 1939 noch die verbliebenen Boote M 28 (Pelikan) und M 50 (Brommy) ein. Als Beuteschiff aus französischen Beständen kam im Laufe des Krieges noch M 42 (Nymphe) hinzu.
Brommy wurde am 15. Juni 1944 und Nymphe im April 1945 versenkt. Die Pelikan war vom 27. Juli 1945 bis Oktober 1947 der in Kopenhagen stationierten und für die dänischen Gewässer zuständigen 3. Minenräumdivision des Deutschen Minenräumdiensts unterstellt und wurde schließlich 1950 abgebrochen.
Die nach Argentinien verkauften Boote wurden zwischen 1942 und 1951 abgebrochen.